# Tite Lortkipanidze
Tite Ilarionis dze Lortkipanidze (ros. Тите Илларионович Лордкипанидзе, ur. 1896 w guberni kutaiskiej, zm. 1937 w Tyflisie) – funkcjonariusz radzieckich służb specjalnych, starszy major bezpieczeństwa państwowego, ludowy komisarz spraw wewnętrznych Zakaukaskiej FSRR (1934) i Krymskiej ASRR (1937).

## Życiorys
Urodzony w rodzinie gruzińskiego chłopa, od 1913 należał do partii komunistycznej, w 1915 skończył gimnazjum w Kutaisi. W latach 1915–1916 studiował w Instytucie Komercyjnym w Moskwie, od września 1916 do października 1917 służył w rosyjskiej armii, od stycznia do maja 1917 elew szkoły wojskowej. Od listopada 1917 do lipca 1918 pracownik Kaukaskiego Komitetu Krajowego SDPRR(b) w Tbilisi, w sierpniu 1918 na miesiąc aresztowany i uwięziony w Tbilisi, od października 1918 do października 1919 bojówkarz Kaukaskiego Komitetu Krajowego RKP(b) w Tbilisi, członek tbiliskiego komitetu garnizonowego, w listopadzie 1919 aresztowany i osadzony w więzieniu w Metechi, później w Kutaisi. W maju-czerwcu 1920 kierownik wydziału wojskowego Górskiego Komitetu Obwodowego RKP(b), od czerwca 1920 w organach Czeki, w listopadzie-grudniu 1920 pełnomocnik Wydziału Specjalnego Krymskiej Uderzeniowej Grupy Wojsk, od grudnia 1920 do stycznia 1921 szef sekcji Wydziału Specjalnego Frontu Południowego, potem szef wydziału zagranicznego Wszechukraińskiej Czeki, zastępca szefa Wydziału Specjalnego Wszechukraińskiej Czeki, od kwietnia do września 1921 przewodniczący kutaiskiej gubernialnej Czeki. Od października do grudnia 1921 zastępca szefa Wydziału Specjalnego Gruzińskiej Czeki, od stycznia 1922-1923 specjalny pełnomocnik Gruzińskiej Czeki, od października 1923 do grudnia 1925 szef Wydziału Kontrwywiadowczego Pełnomocnego Przedstawicielstwa OGPU Zakaukaskiej FSRR, od grudnia 1925 do października 1927 zastępca rezydenta Wydziału Zagranicznego OGPU w Paryżu, od listopada 1927 do 10 sierpnia 1929 szef Wydziału Tajnego PP OGPU Zakaukaskiej FSRR i Zakaukaskiego GPU. Od 10 sierpnia 1929 zastępca przewodniczącego, a od 3 grudnia 1931 do 8 kwietnia 1933 przewodniczący GPU Gruzińskiej SRR, równocześnie od 29 grudnia 1931 do 8 kwietnia 1933 zastępca przewodniczącego Zakaukaskiego GPU, od 8 kwietnia 1933 do 10 lipca 1934 przewodniczący GPU Zakaukaskiej FSRR, od 15 lipca do 11 listopada 1934 ludowy komisarz spraw wewnętrznych Zakaukaskiej FSRR. Od 2 stycznia 1935 do 16 lutego 1937 szef Zarządu NKWD Krymskiej ASRR, od 29 listopada 1935 starszy major bezpieczeństwa państwowego, od 23 lutego 1935 do 29 czerwca 1937 szef Wydziału Specjalnego Głównego Zarządu Bezpieczeństwa Państwowego Sił Morskich Morza Czarnego i Azowskiego, od 16 lutego do 29 czerwca 1937 ludowy komisarz spraw wewnętrznych Krymskiej ASRR.
22 czerwca 1937 aresztowany, 14 września 1937 skazany na śmierć, następnie rozstrzelany. 1958 pośmiertnie zrehabilitowany.

## Odznaczenia
- Order Czerwonego Sztandaru (28 grudnia 1927)
- Order Czerwonej Gwiazdy (16 grudnia 1936)
- Odznaka "Honorowy Funkcjonariusz Czeki/GPU (V)" (1925)
- Order Czerwonego Sztandaru Pracy Zakaukaskiej FSRR (10 kwietnia 1931)
- Order Czerwonego Sztandaru Pracy Gruzińskiej SRR (7 marca 1932)
- Odznaka "Honorowy Funkcjonariusz Czeki/GPU (XV)" (20 grudnia 1932)